# Велика прекретница (филм)
Велика прекретница (рус. Великий перелом) јесте совјетски филм на руском језику из 1945. редитеља Фридриха Ермлера, настао по сценарију Бориса Чирскова. Филм је био један од раних добитника Златне палме 1946.
Продуцирао га је ГОСКИНО. У САД је дистрибуер била компанија Artkino Pictures, а рестауриран 1967. у Ленфилм студију.
Радни назив филма био је Генерал армије (рус. Генерал армии).

## Глумачка подела
- Михаил Державин Старији – генерал-пуковник Муравјев
- Петар Андријевски – генерал-пуковник Виноградов
- Јуриј Толубејев – Лавров
- Андреј Абрикосов – генерал-потпуковник Кривенко
- Александар Зражевски – генерал-потпуковник Пантелејев
- Николај Корн
- Марк Бернес – возач Минутке
- Владимир Марев
- Павел Волков – Степан